# 26e Panzerdivision
Pour les articles homonymes, voir 26e division.
La 26e Panzerdivision était une division blindée de la Wehrmacht durant la Seconde Guerre mondiale. Elle a été créée le 14 septembre 1942 dans la région de Courtrai-Béthune.

## Histoire
La division est constituée à partir de la 23e division d'infanterie. 
Basée dans le Nord de la France à Amiens, la 26e Panzerdivision est utilisée comme force d'occupation et de protection côtière. En juillet 1943, elle est affectée au Groupe d'armées C dans la 14e Armée en Italie à la suite de la capitulation italienne.
Elle tente de contrer le débarquement allié à Salerne, ainsi que ceux d'Anzio et Nettuno sans succès. La division reste en Italie battant en retraite dans la Toscane où elle est anéantie. Elle se rend aux forces britanniques près de Bologne.
Elle est responsable du meurtre d'au moins 174 civiles lors du massacre de Padule di Fucecchio le 23 aout 1944.

## Commandants
| Début           | Fin             | Grade                                         | Nom                 |
| --------------- | --------------- | --------------------------------------------- | ------------------- |
| 14 juillet 1942 | 21 janvier 1944 | Oberst puis Generalmajor puis Generalleutnant | Smilo von Lüttwitz  |
| 22 janvier 1944 | 19 février 1944 | Generalmajor                                  | Hans Hecker         |
| 20 février 1944 | 10 avril 1944   | Generalleutnant                               | Smilo von Lüttwitz  |
| 11 avril 1944   | 7 mai 1944      | Generalmajor                                  | Hans Boelsen        |
| 8 mai 1944      | 5 juillet 1944  | Generalleutnant                               | Smilo von Lüttwitz  |
| 6 juillet 1944  | 18 juillet 1944 | Oberst                                        | Eduard Crasemann    |
| 19 juillet 1944 | 26 juillet 1944 | Generalmajor                                  | Hans Boelsen        |
| 27 juillet 1944 | 28 janvier 1945 | Oberst                                        | Eduard Crasemann    |
| 29 janvier 1945 | 19 mars 1945    | Oberst                                        | Alfred Kuhnert (de) |
| 20 mars 1945    | Mai 1945        | Generalmajor puis Generalleutnant             | Viktor Linnarz (en) |

## Ordre de bataille
1942
- Panzer-Regiment 26
  - Panzer-Abteilung I
  - Panzer-Abteilung II
- Panzergrenadier-Brigade 26
  - Panzergrenadier-Regiment 9
    - Schützen-Bataillon I
    - Schützen-Bataillon II

  - Panzergrenadier-Regiment 67
    - Schützen-Bataillon I
    - Schützen-Bataillon II

  - Kradschützen-Bataillon 26
- Panzer-Artillerie-Regiment 93
  - Artillerie-Abteilung I
  - Artillerie-Abteilung II
  - Artillerie-Abteilung III
- Panzer-Aufklürungs-Abteilung 26
- Heeres-Flak-Artillerie-Abteilung 304
- Panzerjüger-Abteilung 51
- Panzer-Pionier-Bataillon 93
- Panzer-Nachrichten-Abteilung 93

1945
- Panzergrenadier-Regiment 9
  - Panzer-Grenadier-Bataillon I
  - Panzer-Grenadier-Bataillon II
- Panzergrenadier-Regiment 67
  - Panzer-Grenadier-Bataillon I
  - Panzer-Grenadier-Bataillon II
- Verstarktes-Grenadier-Regiment
  - Grenadier-Bataillon I
  - Grenadier-Bataillon II
- Panzer-Regiment 26
  - Panzer-Abteilung I
  - Panzer-Abteilung II
- Panzer-Artillerie-Regiment 93
  - Panzer-Artillerie-Abteilung I
  - Panzer-Artillerie-Abteilung II
  - Panzer-Artillerie-Abteilung III
- Panzer-Aufklärungs-Abteilung 26
- Heeres-Flak-Artillerie-Abteilung 304
- Panzerjäger-Abteilung 93
- Panzer-Pionier-Bataillon 93
- Panzer-Nachrichten-Abteilung 93

## Théâtres d'opérations
- Nord de la France
- Italie
  - Salerne
  - Anzio
  - Nettuno
  - Prise de Bologne

## Récompenses
- 11 membres de la 26e Panzerdivision sont faits chevaliers de la Croix de fer.
- 2 membres reçoivent la croix de chevalier de la Croix de fer avec feuilles de chêne.
- 1 membre est fait chevalier de la Croix de fer avec feuilles de chêne avec glaives, en l'occurrence le Generalleutnant Smilo von Lüttwitz le 4 juillet 1944 (no 76).

### lien externe
- (en) Carlo Gentile, « 26th Panzer Division », sur NS-Täter Italien (consulté le 27 mars 2025)